# محاصره اورشلیم (۶۳ پیش از میلاد)
محاصره اورشلیم (۶۳ پیش از میلاد) در طول لشکرکشی‌های پومپه کبیر به شرق، اندکی پس از پایان موفقیت‌آمیز او در جنگ مهردادی سوم رخ داد. از پومپه خواسته شده بود تا در اختلاف بر سر وراثت تاج و تخت پادشاهی حشمونیان مداخله کند که به جنگ بین هیرکانوس دوم و اریستوبولوس دوم تبدیل شد. با این حال، فتح اورشلیم، پایان استقلال یهودیان و الحاق یهودیه به عنوان دولت متکی جمهوری روم بود.